# 古提王朝
古提王朝（Gutian dynasty）由游牧民族古提人（可能原居于札格羅斯山脈中部）建立，約前2150年入侵并推翻阿卡德王國，开始統治美索不達米亞。古提王朝从约前2150年建立，至约前2050年灭亡，约统治美索不达米亚一个世纪。古提王朝统治相对松散。阿卡德王国后期，苏美尔城邦拉格什即已获得独立，史称拉格什第二王朝，并在古提王朝时期达到全盛。但最终却是另一个苏美尔城邦乌鲁克的城主乌图赫加尔灭了古提王朝，并将古提人逐出了美索不达米亚。前2113年，苏美尔城邦乌尔城主乌尔-纳姆击败乌图赫加尔并統一了美索不達米亞南部苏美尔各城邦，结束了乌鲁克王朝，建立烏爾第三王朝。

## 國王列表
1. Inkishuc
2. Zarl-agab
3. Shulme
4. Silulumesh
5. Inimabakesh
6. Igecaush
7. Yarl-agab
8. Ibate
9. Yarl-angab
10. Kurum
11. Apil-kin
12. La-erabum
13. Irarum
14. Ibranum
15. Hablum
16. Puzur-Suen
17. Yarlaganda
18. 梯雷根（Tirigan）